# Melancolia (roman)
Melancolia est un roman roumain de Mircea Cărtărescu, publié en 2019 en roumain par les éditions Editura Humanitas, et en français par les Éditions Noir sur Blanc en 2021.

## Trame narrative
- Prologue : La danse
- Melancolia 
  - Les ponts
  - Les renards
  - Les peaux
- Épilogue : La prison

Les trois récits troublants sont trois nouvelles indépendantes, entourées de deux contes serrés.
La danse : un narrateur anonyme raconte l'Archipel, l'île de légende (sable et roche), le palais autre qu'humain, immense et désert, et en son centre l'Issue, et son gardien-miroir avec lequel lutter-danser infiniment.
Les ponts : un enfant seul, abandonné par ses parents, depuis que maman était partie faire les courses, pour l'éternité, prisonnier dans l'appartement au-dessus de l'usine de caoutchouc, joue le jour : petit cheval en toile, clown Hubert, chat en bois peint à visage humain. La nuit, dans la chambre au clair de lune, puis sur le balcon, il observe. Dès la première fois où un pont apparaît, il emprunte cet arc immatériel. Au premier voyage, il atteint la fantastique crypte sous l'usine et découvre la statue gigantesque en caoutchouc du père. Au second voyage, au magasin Concordia, la statue géante en chocolat de sa mère. Puis...
Les renards : Marcel, huit ans, mène les jeux, d'abord seul avec lui-même , puis avec sa sœur Isabel, trois ans. Surtout la nuit, avec des renards imaginaires. Un soir de neige violente, Isabel sait que le vrai renard arrive. Isabel traumatisée est hospitalisée. Et Marcel imagine comment rejoindre la seule autre fenêtre éclairée de la cité, au loin, où résoudre l'énigme.  « Comment neige le destin ? »
Les peaux : un garçon solitaire, de 15 ans, brun en uniforme de lycéen, éperdu en lecture de poésie, inapte à donner un sens à sa vie dans cette planète de désolation, seul à la maison, reste à la fenêtre, pendant des heures, face à la lune. Dans la vieille armoire, il manie les peaux de son père (à 1 an, 4 ans, 7, 12, 17...), ses propres peaux. Comme tous les collègues du lycée de garçons, il s'interroge sur les peaux des fœtus et des femmes (ou plutôt des mères). Lors du stupide rituel d'initiation, il a vécu dans le lycée vide un labyrinthe de nuit et de solitude. Un dimanche matin de printemps, il fait à pied son parcours de la semaine en tramway, les six stations du domicile au terminus du lycée : la pâtisserie aux gâteaux surchargés et aux bonbons au chocolat en formes d'insectes, la place avec la statue du littérateur d'autrefois Vasile Solitude, la maternité au ballet céleste des nourrissons, la ruelle déserte (dans la cour de cette maison aussi vieille et délabrée que les autres, il découvre une jeune fille rousse, si jeune et si vivante, vêtue, abandonnée au soleil, sans qu'il ose intervenir : « Oui, je serais exactement comme ça si j'étais une fille »), le cinéma abandonné et décati Les nuits bleues, le grand magasin de vêtements Garofita avec ses mannequins anatomiques ou écorchés, puis le lycée Vasile Solitude, désert et fermé à clé.
Le lundi soir, Ivan et Dora se rencontrent. De retour dans la chambre de ses parents, dans la table de nuit maternelle, il trouve le massif album de ses peaux intra-utérines. Ivan revoit chaque soir Dora, finit par lui offrir une pâtisserie chocolatée, un ténia en or. Un soir, la statue de Vasile en lévitation l'entraîne dans des « rêves foudroyants, labyrinthiques » : plusieurs lunes fantomatiques, quatre rivières sinueuses, de longues prairies vallonnées, des milliers de tombes de cristal (p.147). Et son guide-lucane le fait participer à une étrange cérémonie dans la tour-cathédrale : « Pour ceux du monde du rêve, le monde réel est la plus invraisemblable des contrées » (p. 159). Plus tard, Ivan cède à la demande de Dora et lui apporte la dernière de ses peaux de garçon, qu'elle revêt : « J'aurais été bien en garçon » (p. 164). Bien plus tard, « Ivan se tenait ainsi depuis des siècles, des millénaires ou des éons dans la chambre secrète, secrétée par un autre monde, figé et privé de volonté, contemplant la mandorle vivante » (p. 185), où renaît l’« immortelle icône de la file aux ailes de papillon » (p. 188).
La prison : sans doute pour un crime impardonnable « j'ai été emmuré vivant dans cet endroit, en ce temps, dans ce globe de cristal où il neige sur une ville en carton-pâte, dans cette coquille baroque de nacre rose, dans cette chitine qui recouvre jusqu'à mes yeux de sa pellicule translucide comme un ongle. [...] Conscience pure, sans extérieur, sans pensée ni souvenir. [...] Une fiole de solitude incrustée dans une montagne infinie » (p. 195).

## Thématiques
Les cinq textes sont autant de voyages fantastiques, rêveries ou hallucinations, de personnages enfants, solitaires, dans des pièces étranges et des paysages perturbants (usines, palais, immeubles commerciaux vides, entre Art Nouveau et délabrement), le plus souvent de nuit (obscurité, pénombre, clarté lointaine). Les détails réalistes sont écartés. 
Dans les peaux, la thématique de la métamorphose (biologie) et de la mue (biologie) est essentielle : coléoptères, lépidoptères, hétérométabole, holométabole, larve, nymphe (biologie), imago, cocon vivant, cycle de vie... Plus que le lucane importe le ténia (et son scolex). 
Chaque personnage est prisonnier dans un bolge, dans un des cercles de l'Enfer, et d'abord du cerveau humain : claustrum, insula, putamen : « comme les condamnés à l'éternité des enfers, je ne fais plus qu'un avec mon cri » (p. 200).

## Réception francophone
« L’auteur roumain nous plonge dans un univers onirique »
« Dans un registre monumental avec Solénoïde, plus en sourdine dans Melancolia, ses visions sont des tableaux de Chirico où, dans le crépuscule d’une ville-ossuaire, les silhouettes d’un Kafka ou d’un Borges, de Cioran ou encore d’Eminescu seraient convoquées, en esprits fraternels, à gesticuler les mêmes signes d’exclamation, les mêmes points d’interrogation : « Suis-je cela seulement, une fiole de solitude incrustée dans une montagne infinie ? » »
« Car telle est toujours la question que Cartarescu semble poser à son lecteur. N’avez-vous toujours pas percé l’énigme ? Où donc croyiez-vous vivre ? Et de lui tendre un miroir où, comme son petit héros, on ne voit que soi-même. Qu’importe le fantastique, l’irréalité tonitruante d’un univers projeté au-delà de ses frontières, vers l’inconnu. C’est dans l’angoisse métaphysique la plus réaliste que le romancier roumain nous entraîne, avec la puissance limpide des grandes créations de l’imaginaire. Il y a toujours un personnage supplémentaire dans ses livres. Admettons-le : il nous ressemble. ».